# Baie Lomas
La baie Lomas (en espagnol : Bahía Lomas) est une baie située sur la côte nord de la grande île de la Terre de Feu au niveau de l'embouchure orientale du détroit de Magellan au sud du Chile. Elle est délimitée à l'ouest par la pointe Anegada et, à l'est, par la pointe Catalina. 
La zone est une vaste vasière, avec une amplitude des marée pouvant atteindre jusqu'à 7 km. Les zones humides de la baie sont un important site pour les bécasseau maubèche, les barge hudsonienne et autres limicoles.
Les zones humides sont un site Ramsar d'importance internationale et une Zone importante pour la conservation des oiseaux.